# Рив-д’Анден
Рив-д'Анден (фр. Rives d'Andaine) — новая коммуна на северо-западе Франции, находится в регионе Нормандия, департамент Орн, округ Алансон, кантон Баньоль-де-л’Орн-Норманди. Расположена в 52 км к востоку от Алансона и в 63 км к северу от Лаваля, в 25 км от автомагистрали N12. 
Население (2018) — 3 050 человек. 

## История
Коммуна Рив-д'Анден образована 1 января 2016 года путем слияния четырех коммун:
- Ален
- Женеле
- Кутерн
- Ла-Шапель-д’Анден

Центром новой коммуны является Ла-Шапель-д’Анден. От него к новой коммуне перешли почтовый индекс и код INSEE. На картах в качестве координат Рив-д'Анден указываются координаты Ла-Шапель-д’Анден.

## Достопримечательности
- Шато де Кутерн XVI века с музеем шуанов
- Церковь Святой Марии Магдалены конца XIX века в Ла-Шапель-д’Анден
- Церковь Святого Илария XVII века в Женеле
- Церковь Святых Петра и Павла XIX века в Кутерне

## Экономика
Структура занятости населения:
- сельское хозяйство — 3,4 %
- промышленность — 59,1 %
- строительство — 4,7 %
- торговля, транспорт и сфера услуг — 21,2 %
- государственные и муниципальные службы — 11,7 %

Уровень безработицы (2018) — 10,4 % (Франция в целом —  13,4 %, департамент Орн — 10,4 %). 

Среднегодовой доход на 1 человека, евро (2018) — 20 290 (Франция в целом — 21 730, департамент Орн — 20 140)..

## Администрация
Пост мэра Рив-д’Андена с 2020 года занимает Филипп Тюркан (Philippe Turcan). На муниципальных выборах 2020 года возглавляемый им список победил в 1-м туре, получив 88,70 % голосов.
| Период | Период | Фамилия        | Партия        | Примечания                                                               |
| ------ | ------ | -------------- | ------------- | ------------------------------------------------------------------------ |
| 2016   | 2020   | Жан-Клод Фурке | Разные правые | работник национальной системы образования, бывший мэр Ла-Шапель-д’Андена |
| 2020   |        | Филипп Тюркан  |               |                                                                          |

## Галерея

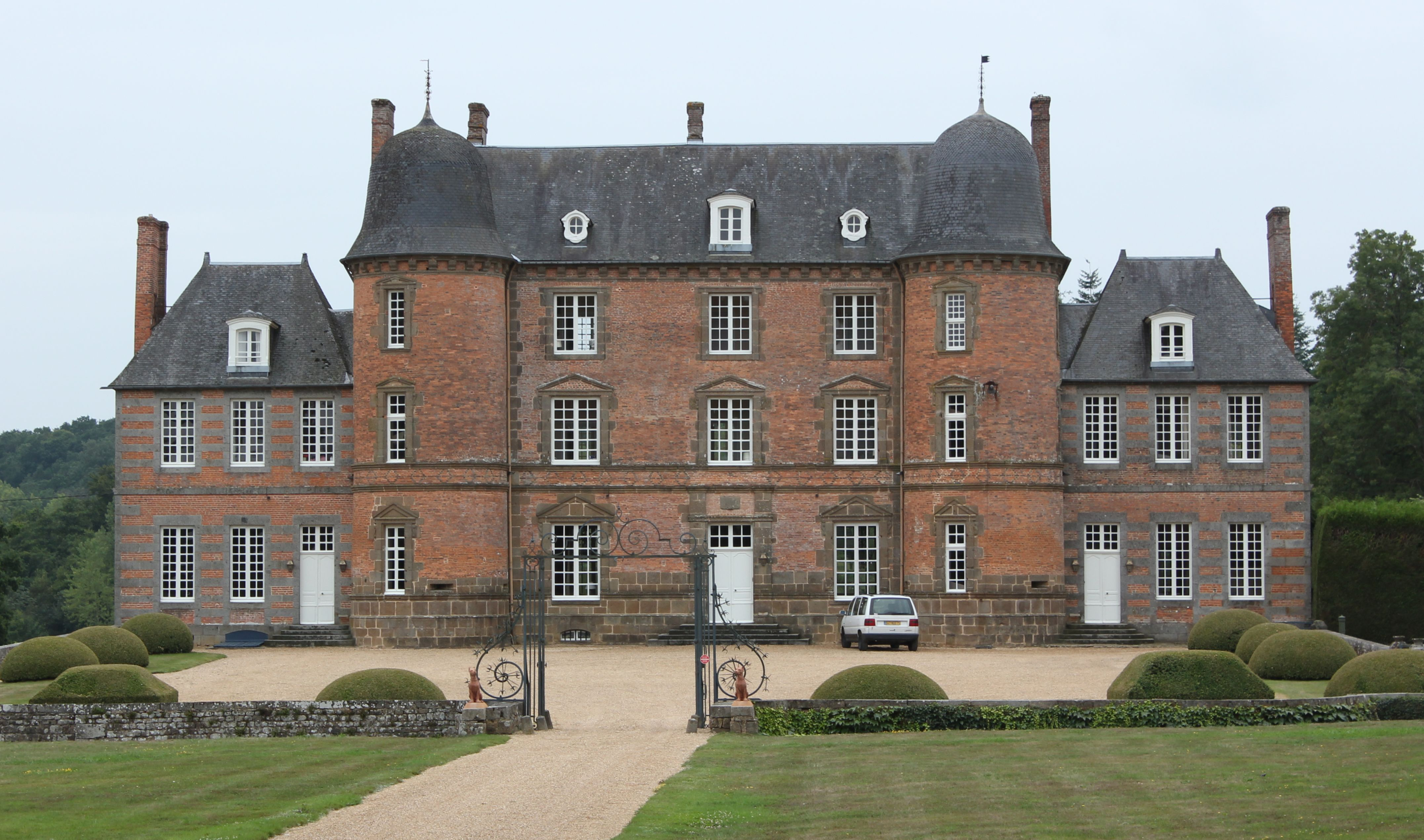
Шато де Кутерн
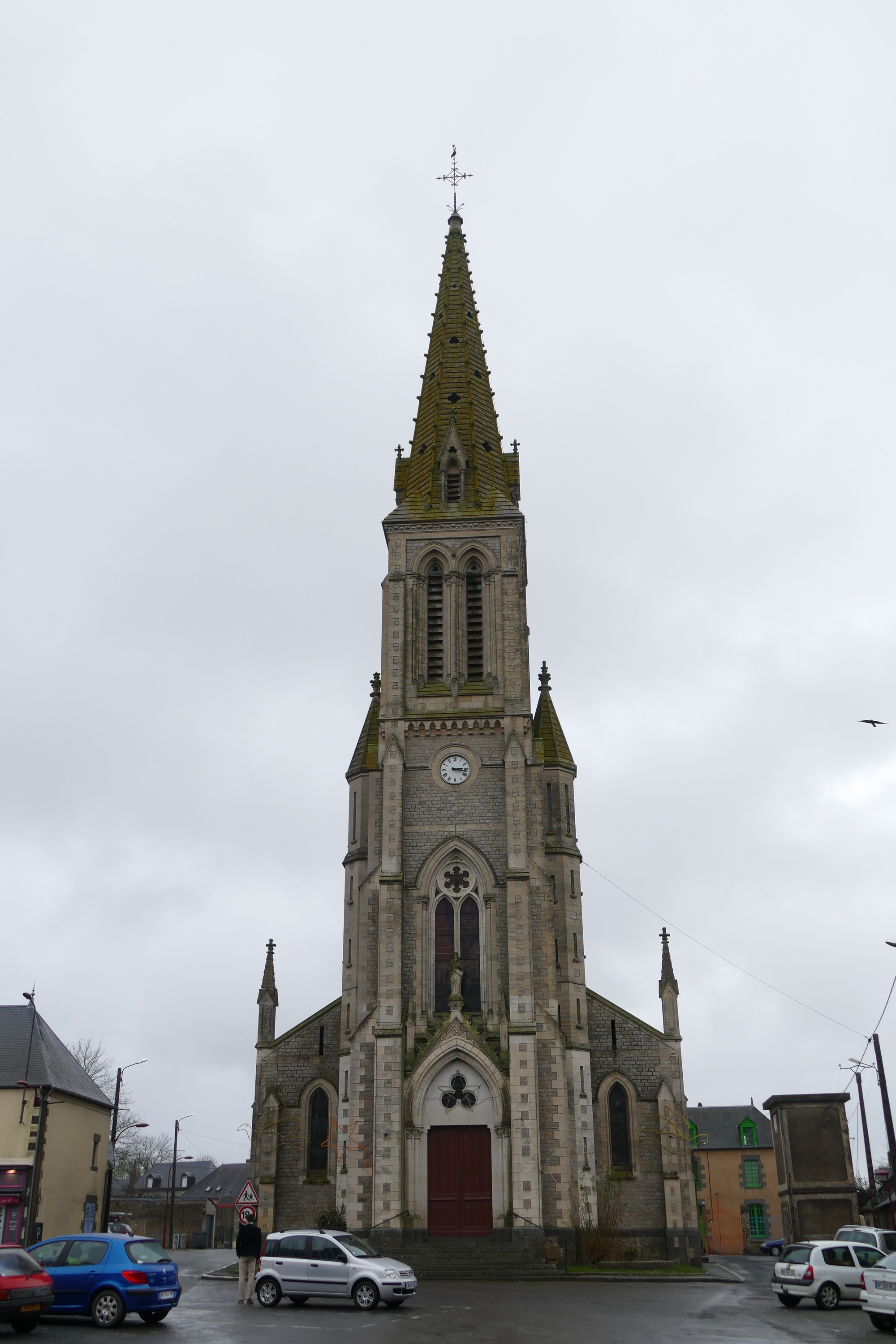
Церковь Святых Петра и Павла в Кутерне